# قناة إيه سي ميلان
| قناة إيه سي ميلان | قناة إيه سي ميلان |
| --- | ----------------- |
| |                   |
| معلومات عن القناة |                   |
| الافتتاح: 16 ديسمبر 1999 · المالك: ريكاردو سيلفا · الدولة: إيطاليا · الاشتراكات: 55,000 · الموقع الرسمي: www.milanchannel.com |                   |
| متوفرة |                   |
| ساتل : سكاي إيطاليا كيبل: Fastweb الإنترنت : يوتيوب                                                                           |                   |
| معلومات أخرى |                   |
| ساعات البث: 24 ساعة يوميا أنواع الاشتراكات : 3 أنواع                                                                          |                   |

 قناة إيه سي ميلان  قناة يمتلكها رجل الأعمال ريكاردو سيلفا  تأسست في 16 ديسمبر 1999 وتكرس كل طاقتها للفريق الإيطالي العريق إيه سي ميلان حيث تبثّ ارسالها في 23 قناة أجنبية في سائر 48 دولة في أرجاء العالم. توفر القناة لجماهير إيه سي ميلان اللقاءات الحصرية مع اللاعبين والطاقم الفني، مباريات الفريق كاملة، متضمنا جميع اللقاءات التي خاضها الفريق في الدوري الإيطالي، كأس إيطاليا وكذلك دوري أبطال أوروبا، بالإضافة إلى الملخصات الكاملة. وأيضا تعرض القناة آخر أخبار الفريق وتبث العديد من البرامج المتعلقة به في سبيل جعل الجمهور والعشاق على مقربة من فريقهم وعلى دراية بآخر الأحداث.
ومن الجدير ذكره أن  قناة إيه سي ميلان  أوّل قناة في العالم تبثّ عبر على موقع يوتيوب الفيديو والصور والأمور السمعية والبصرية لجميع أنحاء العالم دون أي مقابل ووفرت لجماهير الفريق صفحة تحتوي على آخر اللقاءات والأحداث المعروضة على القناة الرسمية.
البحوثات التي أجراها مركز CIRM الإحصائي أظهرت العديد من النتائج الإيجابية لقناة الميلان في إيطاليا:
- اسبوعياً يشاهد قناة الميلان ما يقارب الـ 356 ألف نسمة.
- 69.5 % هي نسبة الرجال المشاهدين لقناة الميلان بينما 30.5 % هي نسبة النساء.
- الفئة العمرية الأكثر اهتماماً بمشاهدة القناة ما بين 11 إلى 34 عاماً.
- المناطق التي تضم أكثر المشاهدين للقناة في إيطاليا هي المناطق الجنوبية والشمالية-الغربية. بينما مشاهدي القناة في المنطقة المركزية لإيطاليا لا يتعدوا الـ 10 آلاف نسمة.
- الرقم الغريب هو أن مشاهدي القناة التي تبلغ أعمارهم 44 سنة وأقل تقدر نسبتهم بـ 82.1 %.
- مشاهدي قناة الميلان أغلبهم يكونوا حاصلين على الشهادة الإعدادية على أقل تقدير. كما يعتبر الطلبة هم الغالبية من مشاهدي القناة.

كيفية الإشترك بالقناة : 
- قناة ميلان قناة اختيارية متوفرة بسعر 8 يورو بالشهر كجزء من باقة سكاي SKY
- قناة ميلان قناة اختيارية متوفرة بسعر 8 يورو بالشهر بواسطة الكيبل Fastweb TV

للاشتراك زر الرابط التالي هنا
المضيفون والمراسلون :
- ماورو سوما (المدير)
- فاليريو غيسي
- كلاوديو ليبي
- آنا مولتيني
- بنيديتا راديللي
- أليجرا بيتشو
- فيرا سباديني
- ألين دومينغوس

ضيوف القناة :
- لورا إسبوستو
- تيزيانو كورديللي (كاتب رياضي)
- جوفاني لوديتي (لاعب كرة القدم السابق)
- أندريا مالديرا (مساعد مدرب فريقِ شبابِ أي سي ميلان)
- كارلو بيليغاتي (معلق كرة قدمِ)
- فيدروكو بوفا (معلق كرة قدمِ)
- فرانكو أورديني (صحفي)
- لوكا سيرافيني (كاتب رياضي)

## وصلات خارجية
- الموقع الرسمي
- قناة إيه سي ميلان  في يوتيوب